# ブレーメン形 (ニュルンベルク市電)

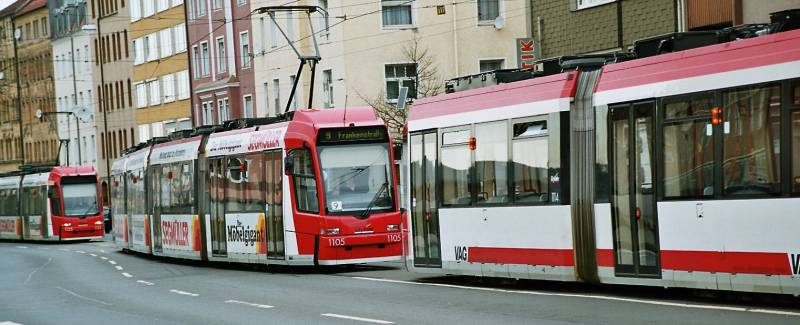
GT8N形（2004年撮影）

この項目では、日本においてブレーメン形と呼ばれる路面電車向けの車両（超低床電車）のうち、ドイツ・ニュルンベルクの路面電車であるニュルンベルク市電で使用されている車両について解説する。ニュルンベルク市電には1990年代から2000年にかけてGT6N形とGT8N形の2形式が導入されている。形式名の「GT」は「連接式電動車（Gelenk-Triebwagen）」、「N」は軌間（1,435 mm、標準軌）、数字は車軸数を示す。

## GT6N形
1965年の地下鉄（ニュルンベルク地下鉄）建設決定以降、将来的な全廃を目標に路線規模の縮小が続いたニュルンベルク市電であったが、1994年に方針が変更され、存続が決定した。その翌年の1995年から導入が始まったのが、ニュルンベルク市電における初の超低床電車となったGT6N形、通称「シティバーン（CItyBahn）」である。
GT6N形は片運転台の3車体連接車で、車軸がない独立車輪を用いた台車が各車体に1基ずつ設置されている。これにより、車内全体の床上面積を下げ、バリアフリーに適した構造が実現している。駆動方式は車体の床下に設置された主電動機からスプライン軸やかさ歯車を用いて動力を伝達するカルダン駆動方式が用いられ、平歯車やねじり軸を用いて動力台車に回転力が伝わる構造となっている。このGT6N形を含む「ブレーメン形」の開発はニュルンベルクに工場を構えていたMANによって行われたが、GT6N形の製造時にはAEGに鉄道車両部門が吸収され、更にABBの鉄道部門と統合したアドトランツが設立されたため、GT6N形はアドトランツが製造される形となっている。
1995年の導入以降、1996年までに合計14両（1001 - 1014）が製造され、「シティバーン（Citybahn）」と言う愛称も付けられている。2016年には延命を兼ねた更新工事を実施する事が決定し、ライプツィヒのIFTECによる腐食箇所の修復や各種機器や部品の交換、ミュンヘンの工場での再塗装といった内容の工事が2017年から2020年にかけて全車両に対して行われている。

## GT8N形
1999年から導入された、GT6N形を含むブレーメン形の第二世代にあたる車種で、「シティバーネン（CityBahnen）」とも呼ばれる。片運転台の4車体連接車で、繊維強化プラスチックとアルミニウムを用いる事で車体の軽量化が実現している他、前面デザインも流線形に変更されている。構造上の最大の特徴は台車の固定軸距をGT6N形（1,850 mm）から広げ2,000 mmとした事と、前方から2車体目と3車体目の中間車体の間の連接部分の構造を変更した事である。これにより、従来のGT6N形で指摘された曲線走行時に終端で先頭車体が後部車体の位置の影響を受けて大きく振る現象が解消されている。これらのGT8N形で実装された新機構については、製造開始の前年（1998年）にミュンヘン市電の路線を用い、GT6N形の前後車体と試験用中間車体を組み合わせた編成による実証実験が行われている。
2000年までに26両（1101 - 1126）が導入された後、2021年からは前述したGT6N形と同様の更新工事が行われており、2023年までに全車に対して施工される予定である。

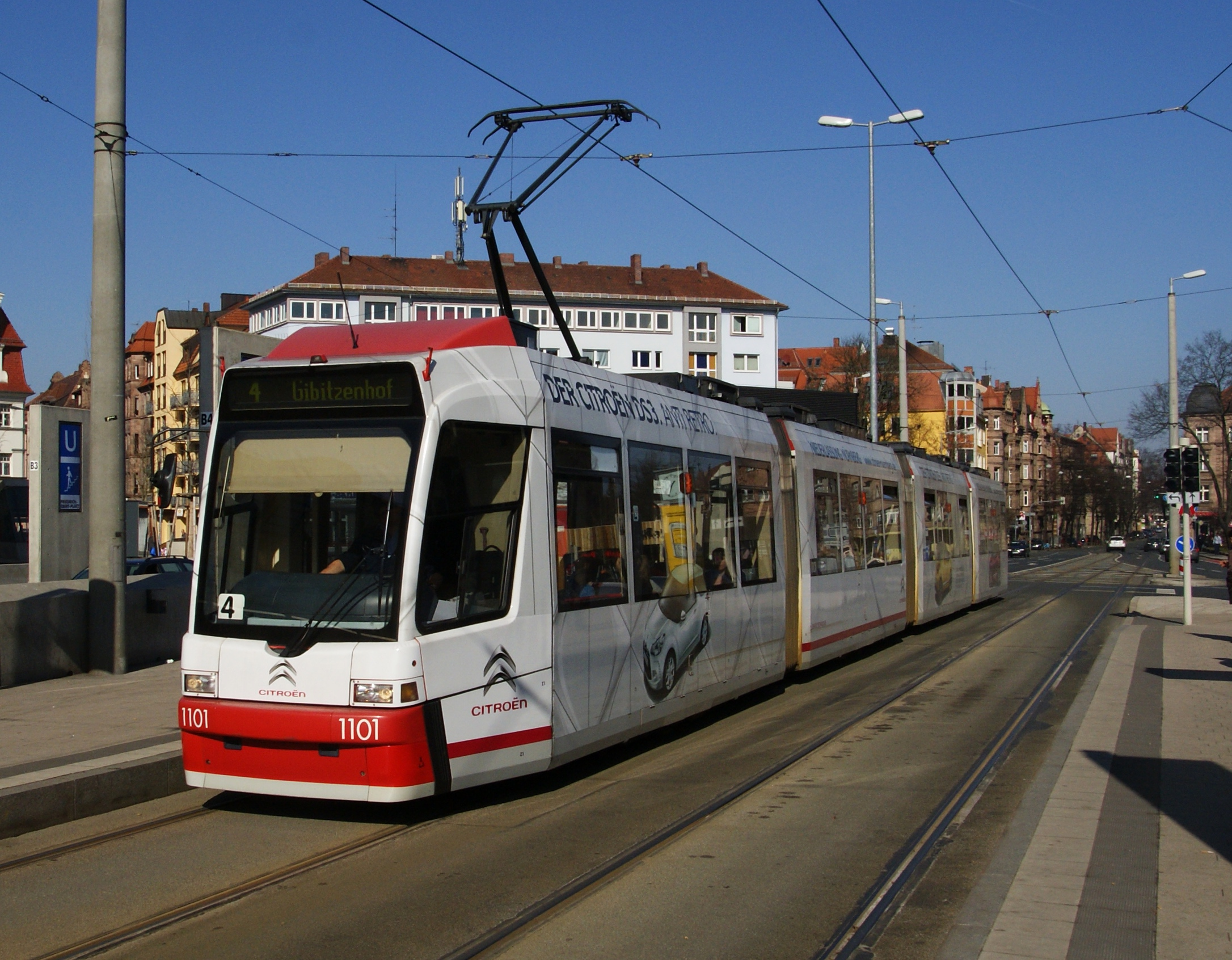
広告塗装（1101） （2012年撮影）
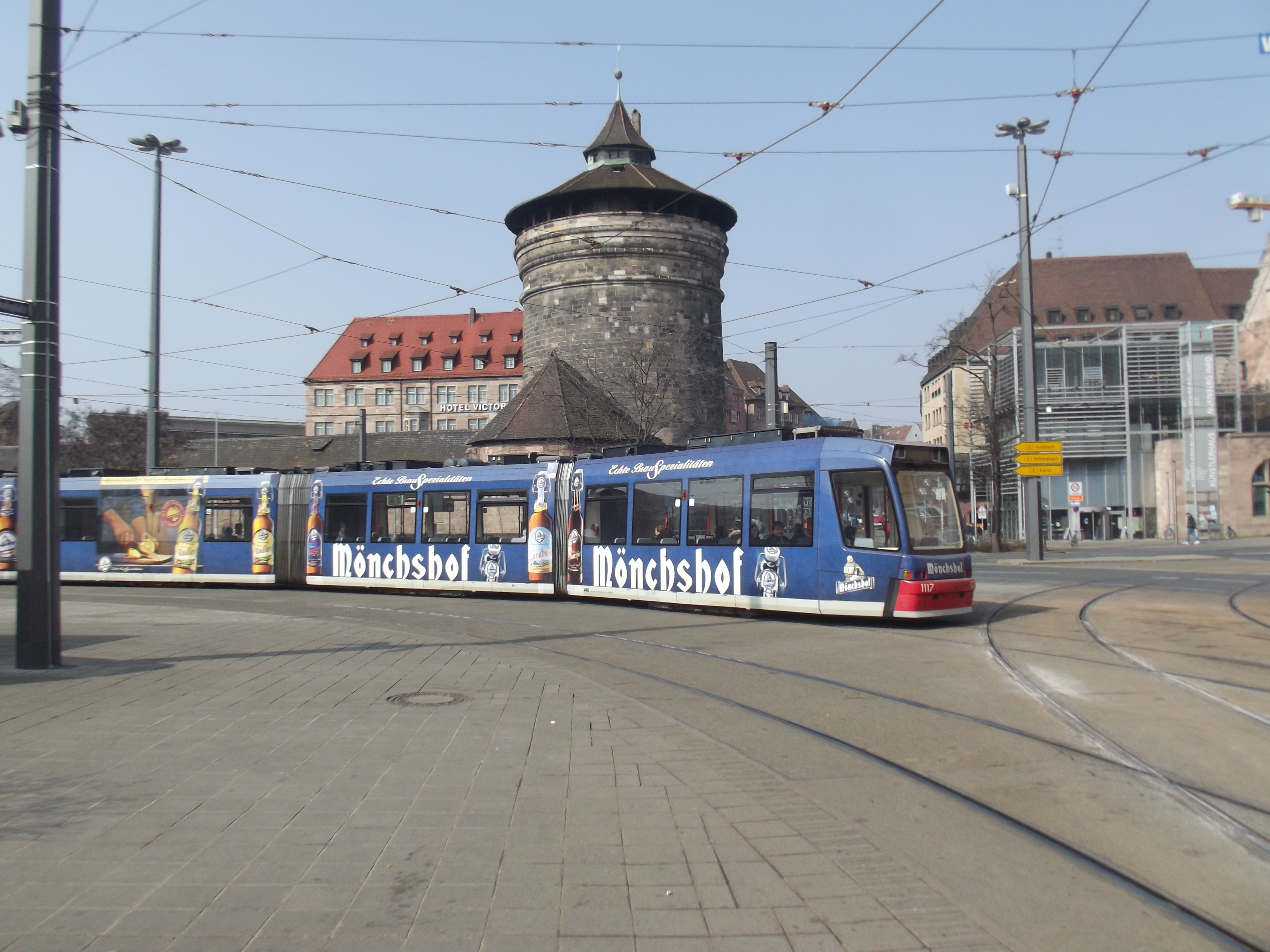
広告塗装（1117） （2015年撮影）